# Видножино
Видножино (укр. Відножине) — село,
Орлянский сельский совет,
Васильевский район,
Запорожская область,
Украина.
Код КОАТУУ — 2320984402. Население по переписи 2001 года составляло 567 человек.

## Географическое положение
Село Видножино находится на одном из истоков реки Большая Белозёрка,
на расстоянии в 1 км от села Орлянское.
Рядом проходят автомобильная дорога Т-0817 и
железная дорога, станция Платформа 39 км в 3-х км.

## История
- 1799 год — дата основания как село Удельное.
- 1976 год — переименовано в село Видножино.

## Экономика
- «Лан», агрофирма, ООО.
- «Злагода», агропроизводственная фирма.

## Объекты социальной сферы
- Школа I—II ст.